# Peta-Gaye Dowdie
Peta-Gaye Dowdie, född den 18 januari 1977, är en jamaicansk friidrottare som tävlar i kortdistanslöpning.
Dowdies främsta merit är att hon vid VM 1999 i Sevilla ingick i Jamaicas stafettlag över 4 x 100 meter som blev bronsmedaljörer. Vid samma mästerskap blev hon utslagen i kvartsfinalen på 100 meter. Vid Samväldesspelen 2006 var hon i semifinal på 100 meter men blev där utslagen.

## Personliga rekord
- 100 meter - 11,03
- 200 meter - 22,51